# エスファイブ
エスファイブ（S5、s-five）は、日本のお笑いトリオ。芸人とアイドルを融合した「芸ドル」結成し本格的に始動したのが2018年で2020年1月から吉本興業所属。

## 略歴
2015年4月にハチ、ユーヤ、うえの譲治、竜希、まこっちゃんの5人で結成。この時期に「パスカピスカン」の楽曲PVを配信。
竜希、まこっちゃんが脱退。2015年夏に大葉カヤロウ（ウルフ大葉）が加入。同時に（本名）八納隆弘から（芸名）はちへと改名。メンバー総数が5人でなくなるがグループ名は維持。以後、5人目のメンバーはファンとしている。
2016年11月19日をもってSMAを退所。S5からエスファイブに改名（読みは同じ）。
2017年8月には「ほぼ全国ツアー2017」を開催。フリーの期間を経て2017年9月よりSHUプロモーション所属となる。9月17日に大葉が卒業
2019年5月26日をもってSHUプロモーションを退所し5月27日よりフリー。そして2020年1月30日吉本興業所属。
2022年4月1日をもってはちがグループ卒業。入れ替わるようにちゃんゆーが加入する。
2023年3月、BSよしもと『新宿音響ラボ』での企画でリリースした楽曲『ポリコラッピ feat.石毛輝(the telephones)』日本テレビ系『浜ちゃんが！』のエンディングテーマに採用される。

## メンバー

### うえの譲治
（1983年12月8日（41歳）- ）本名、上野 譲治（うえの・じょうじ）。
- 元コンビ「ピンクインパクト」[5]。
- 宮崎県出身。身長173センチ。
- 赤担当。シャカサインを頬につける挨拶ポーズ。
- リーダーであるがメンバーから「ポンコツ」と言われるほどの天然ボケである。
- 一方で全楽曲の作詞作曲も担当。
- 一攫千金を目指し俳優になろうと東京に出てきたが、お笑いの才能があると唆され芸人になってしまった[6]。
- 2016年6月からはキラールール、いすつくえ嫁・塩崎優太、清水たぁーと「NEWS」のモノマネユニット「NEWSO」（ニューソ）として活動も開始。加藤シゲアキ芸人としてモノマネ番組に出演する[7]。モノマネのため黒に染め直している。

### ユーヤ
（1984年4月1日（41歳）- ）本名、安達 裕也（あだち ゆうや）。
- 元コンビ「ロッキングチェア」[8]。
- 新潟県出身。身長165センチ。趣味は、ギターと歌うこと。
- 青色担当。拳を丸めて猫のようなポーズで挨拶をする。
- バンドでボーカルをしていた時期もあり、コントではギターを使っての音ネタも担当。コンビ時代はツッコミだった。エスファイブ加入後20キロ太った。一部ファンからYSK（ユーヤスマイル）教の教祖様・ドラえもんとも呼ばれている[9]。

### ちゃんゆー
（1987年8月21日（37歳）- ）本名小畑佑太（おばたゆうた）。
- 神奈川県出身。身長167センチ。趣味は映画鑑賞。
- 緑色担当。ラッパーのように両手を出す挨拶ポーズ。
- かなりの天然でメンバーからはぶっ飛んでる人と思われている。
- エスファイブ加入以前から俳優として活動しており、声優イベント舞台「 シンドバッドの大冒険」国連クラシックライブ協会主催の音楽劇「赤毛のアン」TV「ブラッディマンデイ」「サムライハイスクール」「こち亀」「花より男子」「喧嘩高校軍団」「魁!!男塾 」他多数出演。
- アーティストとしてライブ活動も行っていた。

## 元メンバー

### 大葉カヤロウ
（1981年9月2日 - ）本名および前芸名、吉本 載弘（よしもと のりひろ）。
- 大阪府出身。身長169センチ。元ザ・レストラン。両手をパーにして広げる挨拶ポーズで登場する。
- 非オリジナルメンバーであり、2期生を自称する。加入当時はエスファイブの活動においてはウルフ大葉を名乗っていた。
- 黄色いダンディズム、ネタ作り担当。
- 2018年1月8日、クラウドファンディングのリターンとして一夜限りの復帰をした。

### はち
（1986年6月17日（39歳）- ）本名八納 隆弘（やのう たかひろ）。
- 鹿児島県徳之島出身。身長165センチ。趣味は将棋(アマチュア二段)、お酒を飲む。
- 緑色担当。両腕を八の字にする挨拶ポーズ。
- エスファイブ加入以前から俳優として活動しており、ショートムービー「エスカレーターショック」（新井直樹監督）で主演を務めたほか、「青春ショートムービゲッツー」（新井直樹監督）「哀愁ショートムービーホームゲッー」「いちごいちえ」（新井直樹監督）「カイジ 人生逆転ゲーム」（2009年、佐藤東弥監督）、「SEXカウンセラー 変態えぐり療法」（国沢実監督）[10]、「変態女課長 陵辱ぶち込む」（国沢実監督）[11]などに出演。
- 緑のワイルド担当。ぽつりとつぶやく、シュールな芸風である。

## 芸風
- リズムネタとコントを使い分ける。リズムネタはうえの譲治が作詞作曲し、フルバージョンは楽曲としてPVも制作。Youtubeにあげている。
- おもな楽曲に「パスカピスカン」（2015年7月）、「トウキョウパリピ」（2016年3月）、「CRAZY★BOY」（2017年5月）、「ぴーちゃんさんば」（2018年1月）。
- ネタPV「ジャストンピ(仮) 」（2019年8月）
- 大葉卒業以降はリズムネタを押し出しており、リズムネタから間を挟まずコンサートに突入するなど、芸人＋アイドル＝芸ドルを標榜する。

## 出演

### テレビ
- ABChanZoo［ジャニマネ](2016年8月6日)うえののみ
- ものまね王座決定戦（2016年11月25日、フジテレビ）- うえののみ
- 爆笑そっくりものまね紅白歌合戦（2017年6月2日、9月8日、2018年9月21日、2019年5月17日、フジテレビ）- うえののみ
- 有田ジェネレーション（2018年7月25日[12]、9月5日[13]、12月5日、TBS）
- 林先生の初耳学（2020年5月3日、TBS）
- ネタパレ（2021年4月16日、5月21日、6月11日、25日、フジテレビ）

### ウェブテレビ
- ABEMA BOATRACE CAMPUS『勝負駆け!笑いのターンマーク』（2021年9月25日、12月25日、ABEMA）

### 映画
- 「ひまわりと子犬の7日間」（2013年、平松恵美子監督）- うえののみ（上野譲治名義）。うえのの父親が主人公のモデルとなっている。

### 単独ライブ
- 「S5イベントライブ」（2016年2月16日、高円寺acid2）- S5として
- 「流星群～5人目はあなたです～」（2016年11月29日、東京・Beach V）- S5として
- トークライブ「JYHOジョー」（2017年2月18日、池袋スタジオプレミア）[14]
- 企画ライブ「レインボー」 (2017年3月24日、駒込ラグロット)
- 「流星群2」（2017年5月2日、赤坂チャンスシアター）
- エスファイブほぼ全国ツアー2017『パスカピスカン～五人目はあなたです～』（2017年8月26日、梅田バナナホール[15]、27日、さざんぴあ博多、9月17日、新宿グラムシュタイン）
- エスファイブ単独ライブ 【アイリスと朝まで】 （2018年6月3日、新宿ナインスパイス）
- この3人、最悪にして最強（2023年11月4日、ヨシモト∞ドーム）

### インターネット番組
- 『Tom&CollinStudioTV!!』（2016年10月29日- 2017年5月、Abema tv FRESH!）- 月1レギュラー[16]
- 『コントのシキシ』（2017年2月 - 、映像制作団体にーぬ）-  不定期出演
- ダブルブッキングのぶるぶるサーカス（2018年6月、YouTube・ダブルブッキングのぶるぶるサーカスチャンネル）[17]
- 【ナスDの大発掘】#3 ヤばいバーを探せ！大型オーディション5日目編（ABEMA）
- 『眼処 りらく庵』リポートコラボ動画（2019年6月）

## イベント
- 『山本淳一バレンタインコンサート』（東京・北とぴあ、2016年2月13日）[18][19]- S5として
- 『シアタープロレス東京Vol.36』（2016年2月14日、東京タワースタジオ）- S5として
- 「つくばみらい・福岡堰さくらまつり」（2017年4月9日、茨城県つくばみらい市福岡堰）[20]
- RIOT BABYリリースイベント（2017年5月13日、ららぽーと海老名店4Fバンダレコードインストアスペース）- MC。うえの、ユーヤのみ
- NEWSO初単独ライブ「MANEVERLAND」（2017年5月20日、渋谷・ヨシモト∞ホール）- うえののみ
- 星名はる1st Anniversary Live Starry night vol.2（2018年6月17日、恵比寿CreAto）- MC